# Гором-Гором
Гором-Гором (фр. Gorom-Gorom) — город и городская коммуна в Буркина-Фасо, в области Сахель. Административный центр провинции Удалан.
Расположен в северной части страны, недалеко от границы с Нигером, на высоте 279 м над уровнем моря.
Население городской коммуны (департамента) по данным переписи 2006 года составляет 104 587 человек. Население самого города Гором-Гором по оценочным данным на 2012 год насчитывает 11 646 человек; по данным переписи 2006 года оно составляло 8842 человека. Помимо собственно города Гором-Гором городская коммуна включает ещё 81 деревню. Гором-Гором является важным центром торговли; раз в неделю здесь собираются торговцы-туареги, а также торговцы народностей фульбе и сонгай.
В Гором-Гором имеется несколько мечетей. Неделако от города, в местечке Эссакане, осуществляется добыча золота.

## Климат
| Показатель                    | Янв. | Фев. | Март | Апр. | Май  | Июнь | Июль  | Авг.  | Сен. | Окт. | Нояб. | Дек. | Год   |
| ----------------------------- | ---- | ---- | ---- | ---- | ---- | ---- | ----- | ----- | ---- | ---- | ----- | ---- | ----- |
| Средний суточный максимум, °C | 32,2 | 35,2 | 38,5 | 40,8 | 41,1 | 38,8 | 35,6  | 33,9  | 36,0 | 38,6 | 36,3  | 32,8 | 36,6  |
| Средняя температура, °C       | 23,4 | 26,0 | 29,8 | 32,8 | 34,2 | 32,6 | 30,1  | 28,6  | 29,9 | 30,8 | 27,4  | 24,1 | 29,1  |
| Средний суточный минимум, °C  | 14,6 | 16,7 | 21,2 | 24,9 | 27,3 | 26,4 | 24,6  | 23,4  | 23,8 | 23,0 | 18,6  | 15,4 | 21,6  |
| Норма осадков, мм             | 0,0  | 0,4  | 1,6  | 3,3  | 19,1 | 57,7 | 118,4 | 156,4 | 72,8 | 12,4 | 0,2   | 0,2  | 442,5 |
| Источник: ,                   |      |      |      |      |      |      |       |       |      |      |       |      |       |